# Ноєнкірхен-Ферден
Ноєнкірхен-Ферден (нім. Neuenkirchen-Vörden) — сільська громада в Німеччині, розташована в землі Нижня Саксонія. Входить до складу району Фехта .
Площа — 90,85 км2. Населення становить 9021 ос. (станом на 31 грудня 2021).